# Ctenus similis
Ctenus similis là một loài nhện trong họ Ctenidae.
Loài này thuộc chi Ctenus. Ctenus similis được Frederick Octavius Pickard-Cambridge miêu tả năm 1897.